# فلودروكسيكورتيد
فلودروكسيكورتيد (INN ، BAN ، JAN) ، وهو دواء موضعي يعروف أيضًا باسم فلوراندرينوليد (USAN) وفلوراندرينولون ، هو كورتيكوستيرويد موضعي اصطناعي ويستخدم كعلاج مضاد للالتهابات لاستخدامه في تهيج الجلد.
تشمل الأسماء التجارية (Haelan) (تاي فارم ، المملكة المتحدة) و (Cordran) (أكتافس ، الولايات المتحدة).
يتوفر فلودروكسيكورتيد في شكل مرهم وكريم وكشريط لاصق دوائي (Haelan tape, Cordran tape). تشمل المؤشرات المرخصة في المملكة المتحدة الأمراض الجلدية غير التقليدية.